# Trash Bags
Trash Bags è un brano musicale di Snoop Dogg, quarto singolo estratto dall'album Neva Left, pubblicato il 10 maggio 2017.

## Il brano
Il singolo presenta sonorità trap, raramente usate dal rapper in precedenza, con un ritornello rappato da K Camp con un pesante uso dell'Auto-Tune, e pesanti sintetizzatori nella base musicale prodotta da Musik MajorX. Nel brano i rapper parlano di una serata in uno strip club.

## Classifiche
| Classifica (2017)         | Posizione massima |
| ------------------------- | ----------------- |
| Stati Uniti (R&B/hip-hop) | 61                |